# Parapiptadenia ilheusana
Parapiptadenia ilheusana là một loài thực vật có hoa trong họ Đậu. Loài này được G.P.Lewis miêu tả khoa học đầu tiên.